# Bouvier des Ardennes
De bouvier des Ardennes of Ardense koehond is een hondenras dat afkomstig is uit België. Het ras wordt gebruikt als veehoeder en als waakhond. Een volwassen reu is ongeveer 59 centimeter hoog, een teef ongeveer 54 centimeter. Het gewicht varieert gemiddeld tussen de 23 en 25 kilogram.

## Geschiedenis
In het gebied van herkomst, werden in het verleden alle honden een bouvier (boviene herder) genoemd. Elke regio had zijn eigen type. Uit een eeuwenoude groep ruwharige honden is dit zeer gewaardeerde ras ontstaan die zowel ingezet wordt als waakhond als veedrijver. Door motorisatie verloor de bouvier des Ardennes zijn nut aangezien de hond niet meer nodig was om het vee naar de markt te drijven.
Het ras was na de Eerste Wereldoorlog bijna volledig uitgestorven ten gevolge van de bloedige gevechten die hadden plaatsgevonden. Velen werden ingezet in het leger als medische honden, boodschappers of waakhonden, en velen sneuvelden in de strijd. Enkele andere typen van bouvier hadden niet zoveel geluk en hebben de oorlog niet overleefd. Enkele van deze typen waren onder andere: de bouvier de Roulers, bouvier de Moerman en de bouvier de Paret. De overgebleven typen zijn de bouvier des Ardennes en de bouvier des Flandres.
In de jaren '20 werd een reddingsinitiatief opgezet om het Bouvier Des Ardennes ras nieuw leven in te blazen. Fokexperts speurden naar overlevende honden van dit ras en zetten gerichte fokprogramma's op om de aantallen te verhogen. Deze toewijding resulteerde uiteindelijk in de vorming van een officiële fokvereniging voor de Bouvier Des Ardennes in België.